# Carlos Checa
Carlos Checa Carrera (Sant Fruitós de Bages, 15 ottobre 1972) è un pilota motociclistico spagnolo, ritiratosi dall'attività agonistica, campione mondiale Superbike nel 2011.

## Carriera
In carriera ha corso nel Motomondiale, in maggioranza nella classe 500 ed in MotoGP. Dal 2008 si sposta nel campionato mondiale Superbike, dove si laurea campione del mondo della stagione 2011, primo spagnolo a vincere il titolo della categoria. Anche suo fratello David ha gareggiato come pilota motociclistico professionistico.

### Gli inizi
Nel 1992, in sella ad una Honda, ottiene quarantacinque punti e chiude all'ottavo posto nel campionato europeo classe 125. Esordisce nella classe 125 del motomondiale nel 1993, correndo il Gran Premio d'Europa in qualità di wildcard a bordo di una Honda, ottenendo nove punti. Nello stesso anno corre gli ultimi sei Gran Premi nella classe 250 con il team della Honda Pit-Lane, ottenendo nove punti. 

### Classe 250
Nel 1994 corre in 250 nel team Givi Racing, ottenendo come miglior risultato un settimo posto negli Stati Uniti e terminando la stagione al 12º posto con 54 punti.

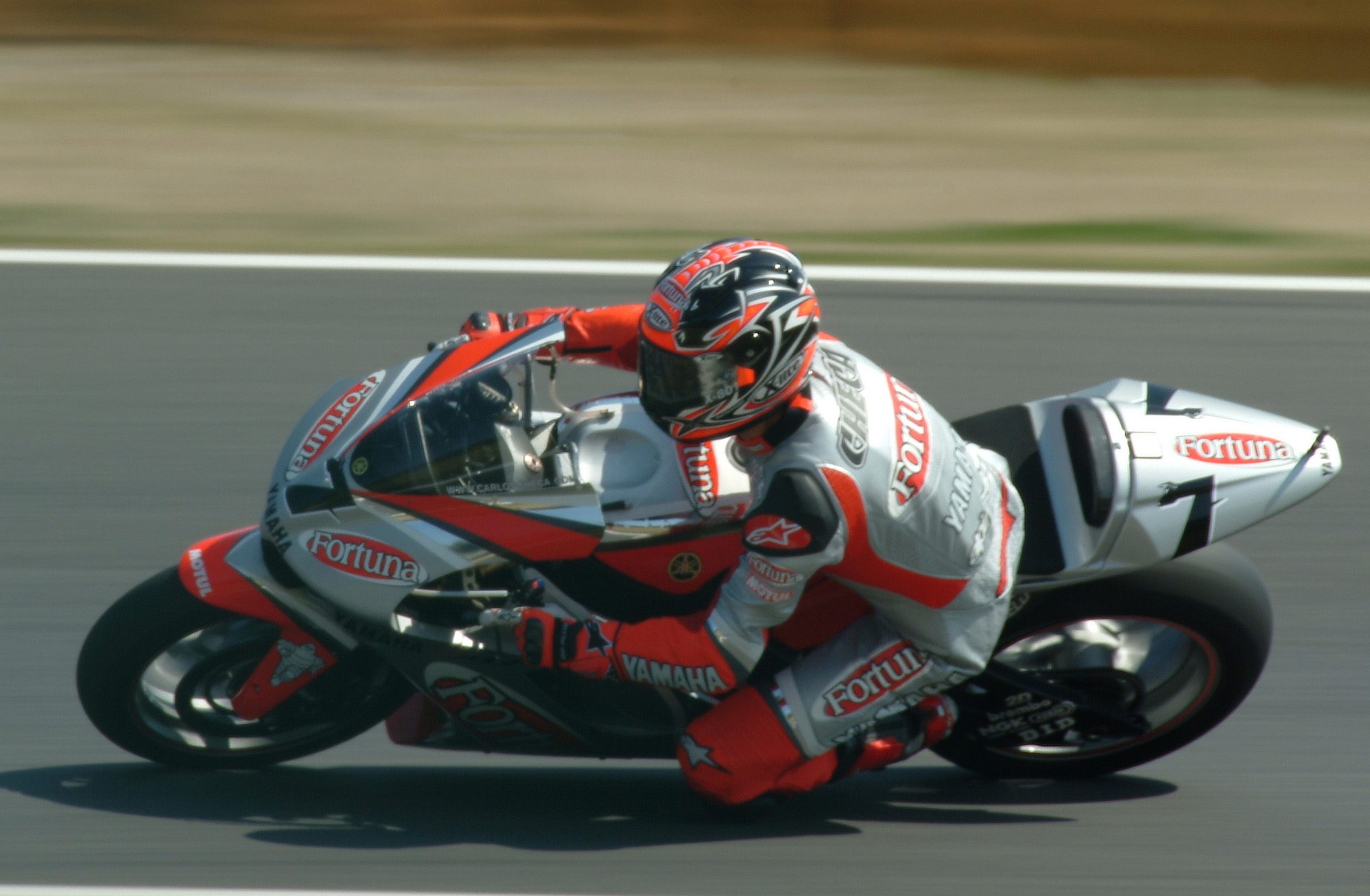
Checa in sella a una Yamaha YZR-M1 nel Gran Premio del Giappone 2003.

Nel 1995 corre nel team Fortuna Honda Pons in 250 fino al Gran Premio di Francia, per poi passare, nello stesso anno, a correre in 500 nello stesso team dal Gran Premio di Gran Bretagna in sostituzione dell'infortunato Alberto Puig. In 250 ottiene 45 punti, in 500 26; in 250 ottiene come miglior risultato due quarti posti (Australia e Francia), in 500 due settimi posti (Brasile e Argentina). Sempre nel 1995 vince il campionato spagnolo velocità nella classe 250.

### Classe 500
Nel 1996 corre nello stesso team, con compagno di squadra Puig, ottenendo una vittoria in Catalogna e due terzi posti (Malesia e Australia) e terminando la stagione all'8º posto con 124 punti. Nel 1997 ottiene tre secondi posti (Francia, Olanda e Catalogna) e termina la stagione all'8º posto con 119 punti. Nel 1998, con compagno di squadra John Kocinski, ottiene una vittoria a Madrid, un secondo posto in Malesia, un terzo posto in Francia e una pole position in Spagna e termina la stagione al 4º posto con 139 punti. In questa stagione è costretto a saltare i GP di Gran Bretagna, Germania e Australia per infortunio. Il pilota perse la milza e rischierà anche di perdere la vita a causa di un ictus, in conseguenza di complicazioni post-operatorie.
Nel 1999 passa al team Marlboro Yamaha, con compagno di squadra Max Biaggi. Ottiene un secondo posto in Malesia e termina la stagione al 7º posto con 125 punti. Nel 2000 ottiene quattro secondi posti (Sudafrica, Malesia, Spagna e Italia) e termina la stagione al 6º posto con 155 punti. In questa stagione dopo 5 gare era in testa al mondiale a pari merito con Kenny Roberts Junior prima di collezionare cadute e infortuni, rimane stabilmente tra i primi sei piloti della graduatoria.Nel 2001 ottiene tre secondi posti (Francia, Germania e Brasile) e termina la stagione al 6º posto con 137 punti. In questa stagione è costretto a saltare il Gran Premio del Sudafrica per infortunio. 

### MotoGP
Nel 2002 ottiene un secondo posto in Portogallo, tre terzi posti (Gran Premio motociclistico del Giappone, Catalogna e Olanda) e una pole position in Portogallo e termina la stagione al 5º posto con 141 punti. Nel 2003 rimane nel team ufficiale Fortuna Yamaha, con compagno di squadra Marco Melandri. Ottiene come miglior risultato tre quarti posti (Catalogna, Paesi Bassi e Repubblica Ceca) e termina la stagione al 7º posto con 123 punti. Nel 2004 resta nella stessa squadra, denominata Gauloises Fortuna Yamaha, ma con compagno di squadra Valentino Rossi. Ottiene un secondo posto in Francia e termina la stagione al 7º posto con 117 punti.
Nel 2005 il team Ducati Marlboro punta su di lui affiancandolo a Loris Capirossi nella squadra ufficiale. Dopo una prima parte di stagione difficile si migliora nella seconda parte ottenendo una serie di buoni risultati in sequenza. Nel GP della Malesia corso sul circuito di Sepang per la prima volta nella storia della Ducati in MotoGP due piloti giungono sul podio della classe regina, con Capirossi primo e Checa terzo, dietro a Valentino Rossi per pochi millesimi di secondo. Termina la stagione al 9º posto con 138 punti ma, nonostante un finale in crescendo, la Ducati (con cui ottiene un altro terzo posto in Australia) decide di non rinnovargli il contratto puntando su Sete Gibernau.

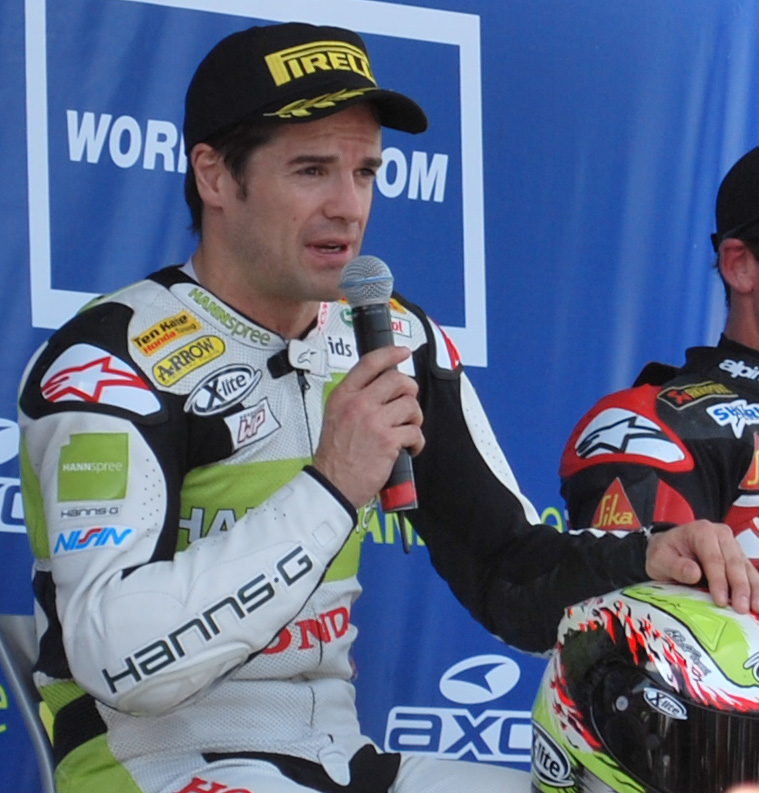
Checa al Miller Motorsports Park nel 2008 con la squadra Hannspree Ten Kate Honda.

 Nel 2006 passa quindi al team Tech 3 Yamaha con compagno di squadra James Ellison. Disputa una discreta stagione: ottiene come miglior risultato due settimi posti (Stati Uniti e Portogallo) e termina la stagione al 15º posto con 75 punti. Nel 2007 viene ingaggiato dal team Honda LCR, squadra gestita dall'ex pilota Lucio Cecchinello. I migliori risultati stagionali sono due sesti posti (a Jerez e a Misano), nonché due prime file ottenute in qualifica. A fine stagione interrompe, dopo un'esperienza lunghissima, la sua carriera nel motomondiale. Ha terminato la stagione al 14º posto con 65 punti.

### Mondiale Superbike
La Honda decide comunque di puntare su di lui, anche dopo il secondo posto finale e la pole position ottenuti in sella alla Honda CBR1000RR nella 8 Ore di Suzuka (in coppia con Tadayuki Okada), e nel 2008 lo fa approdare nel campionato mondiale Superbike nel team Ten Kate prendendo il posto del campione iridato James Toseland.
Inizia bene la sua avventura centrando numerosi podi e vincendo il 1º giugno 2008 entrambe le gare sul circuito americano di Salt Lake City, ponendosi tra i pretendenti al titolo mondiale, conclude la stagione al 4º posto nella classifica mondiale piloti.
Nella stagione successiva viene confermato nello stesso team ma è meno incisivo e termina 7º nella graduatoria finale ottenendo solo quattro podi e prestazioni molto al di sotto di quelle del compagno di squadra Jonathan Rea. Il 3 novembre 2009 viene annunciata la sua partecipazione nel 2010 al campionato mondiale Superbike con una Ducati 1098R del team Althea Racing.

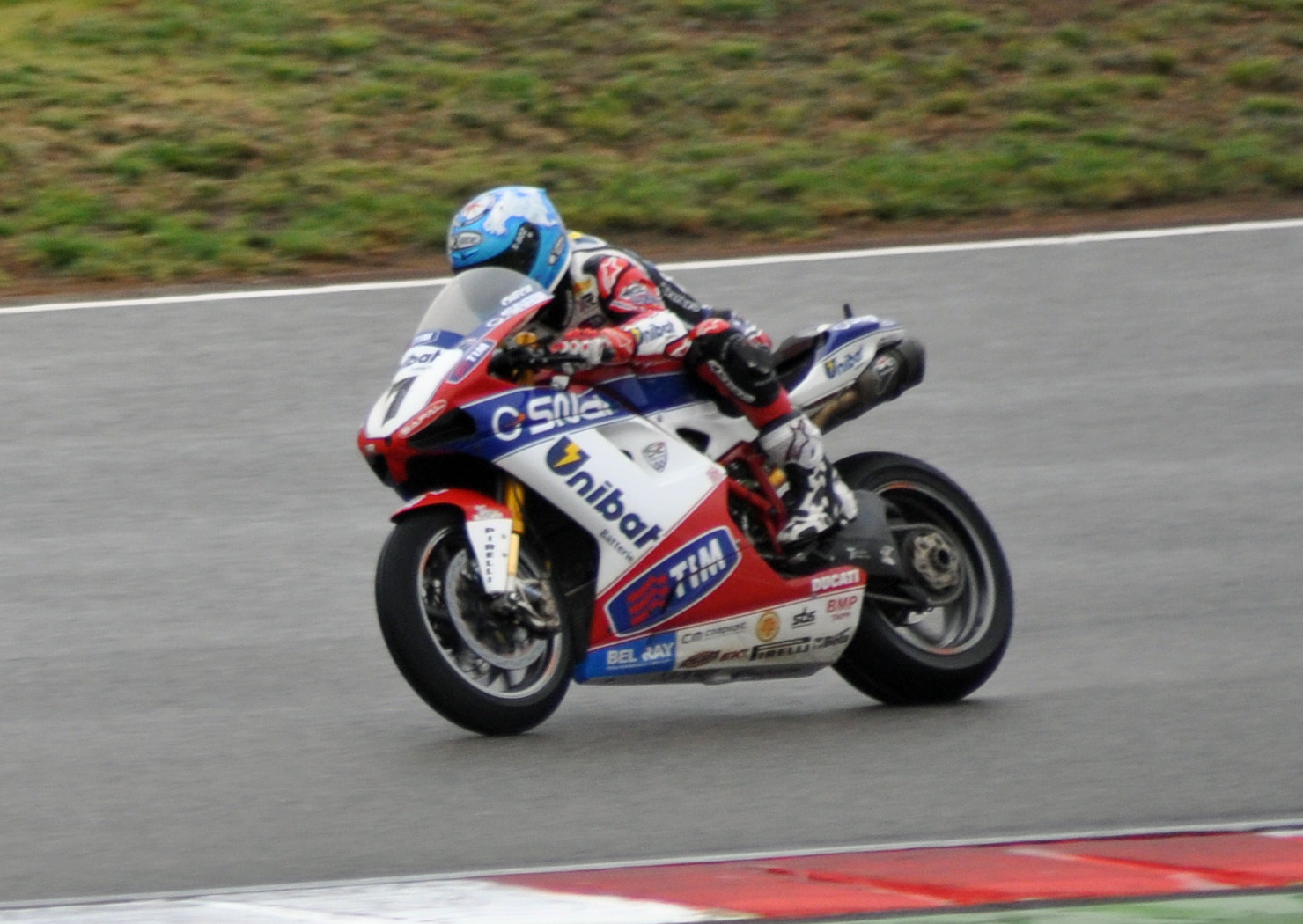
Checa nel 2012 a Portimão in sella alla Ducati 1098R del Team Althea.

Il 28 febbraio 2010 inaugura la stagione del mondiale Superbike vincendo Gara 2 a Phillip Island, imponendosi sulla Suzuki di Leon Haslam e sulla Ducati ufficiale di Michel Fabrizio. La stagione prosegue su buoni livelli, Checa ottiene parecchi buoni piazzamenti rivelandosi spesso la miglior Ducati della stagione, cade a Valencia (in Gara 1) rovinando una gara in cui poteva giocarsi la vittoria, ed è molto sfortunato nelle gare di Salt Lake City (circuito molto favorevole al catalano): Checa e la sua Ducati sono molto competitivi, ma in Gara 1 la moto si guasta a 3 giri dalla fine quando lo spagnolo ha 3 secondi sul secondo e 12 sul terzo. In Gara 2 rompe dopo pochi giri mentre era in testa e consegna entrambe le vittorie a Max Biaggi, unico pilota in grado di tenere il ritmo impressionante del catalano. Continua la stagione ad alti livelli, realizzando due vittorie in occasione del gran premio d'Italia ad Imola ed altri tre posizionamenti a podio. Conclude terzo nella classifica mondiale piloti con 297 punti, protagonista di un ottimo campionato che lo vede migliore dei piloti Ducati (anche di quelli ufficiali), totalizzando da pilota non ufficiale: 3 vittorie, 8 podi complessivi, 7 giri veloci ed una pole position.
Sempre nel 2010 viene ingaggiato dal team Pramac Racing per correre con la Ducati Desmosedici GP10 gli ultimi due Gran Premi della MotoGP in sostituzione di Mika Kallio. Ottiene un punto. Nel 2011, dopo 18 anni di carriera, vince a Magny-Cours il suo primo titolo mondiale. Grazie a una stagione costellata di vittorie, in tutto 15, lo spagnolo si laurea infatti campione mondiale Superbike in sella a una Ducati 1098R del team Althea Racing di Genesio Bevilacqua.
Nel 2012 rimane nello stesso team, con compagno Davide Giugliano. Nella prova inaugurale di Phillip Island cade a 180 km/h in Gara 1, senza conseguenze, e vince Gara 2 davanti a Max Biaggi. Nel secondo round ad Imola ottiene una doppietta che lo porta in testa al mondiale. Vince poi Gara 1 a Salt Lake, ma nel prosieguo della stagione non riesce più a lottare per difendere il titolo, chiudendo in classifica al quarto posto finale. Passa con il team Ducati Alstare nel 2013 insieme al compagno Ayrton Badovini, in sella alla debuttante Ducati Panigale 1199R. Dopo una serie di risultati scadenti, nel gran premio di Istanbul, durante il venerdì di prove libere, cade, procurandosi una frattura multipla al femore, che ne decreta la fine anticipata della stagione.
Terminata la propria carriera agonistica rimane legato alla casa di Borgo Panigale come testimonial del marchio oltre che svolgendo saltuariamente qualche sessione di test di sviluppo.

## Risultati in gara

### Motomondiale
| 1993 | Classe | Moto  |  |  |  |  |  |  |  |   |  |  |  |  |  |  |  |  |  |  | Punti | Pos. |
| ---- | ------ | ----- |  |  |  |  |  |  |  | - |  |  |  |  |  |  |  |  |  |  | ----- | ---- |
| 1993 | 125    | Honda |  |  |  |  |  |  |  | 7 |  |  |  |  |  |  |  |  |  |  | 9     | 27º  |

| 1993 | Classe | Moto  |  |  |  |  |  |  |  |  |    |    |     |    |    |   |  |  |  |  | Punti | Pos. |
| ---- | ------ | ----- |  |  |  |  |  |  |  |  | -- | -- | --- | -- | -- | - |  |  |  |  | ----- | ---- |
| 1993 | 250    | Honda |  |  |  |  |  |  |  |  | 21 | 22 | Rit | 20 | 14 | 9 |  |  |  |  | 9     | 23º  |

| 1994 | Classe | Moto  |    |    |     |    |     |    |    |    |    |    |     |   |    |   |  |  |  |  | Punti | Pos. |
| ---- | ------ | ----- | -- | -- | --- | -- | --- | -- | -- | -- | -- | -- | --- | - | -- | - |  |  |  |  | ----- | ---- |
| 1994 | 250    | Honda | 14 | 11 | Rit | 11 | Rit | 14 | 11 | 10 | 13 | 12 | Rit | 7 | 10 | 9 |  |  |  |  | 54    | 12º  |

| 1995 | Classe | Moto  |   |    |     |     |   |    |    |   |  |  |  |  |  |  |  |  |  |  | Punti | Pos. |
| ---- | ------ | ----- | - | -- | --- | --- | - | -- | -- | - |  |  |  |  |  |  |  |  |  |  | ----- | ---- |
| 1995 | 250    | Honda | 4 | NP | Rit | Rit | 7 | 11 | 11 | 4 |  |  |  |  |  |  |  |  |  |  | 45    | 13º  |

| 1995 | Classe | Moto  |  |  |  |  |  |  |  |  |     |   |   |   |     |  |  |  |  |  | Punti | Pos. |
| ---- | ------ | ----- |  |  |  |  |  |  |  |  | --- | - | - | - | --- |  |  |  |  |  | ----- | ---- |
| 1995 | 500    | Honda |  |  |  |  |  |  |  |  | Rit | 8 | 7 | 7 | Rit |  |  |  |  |  | 26    | 16º  |

| 1996 | Classe | Moto  |   |   |    |    |    |     |    |     |    |   |   |    |   |   |   |  |  |  | Punti | Pos. |
| ---- | ------ | ----- | - | - | -- | -- | -- | --- | -- | --- | -- | - | - | -- | - | - | - |  |  |  | ----- | ---- |
| 1996 | 500    | Honda | 3 | 5 | 10 | 10 | NP | Rit | 11 | Rit | 12 | 7 | 8 | 11 | 1 | 4 | 3 |  |  |  | 124   | 8º   |

| 1997 | Classe | Moto  |   |   |     |     |   |   |   |   |     |     |     |     |   |   |    |  |  |  | Punti | Pos. |
| ---- | ------ | ----- | - | - | --- | --- | - | - | - | - | --- | --- | --- | --- | - | - | -- |  |  |  | ----- | ---- |
| 1997 | 500    | Honda | 6 | 6 | Rit | Rit | 6 | 2 | 2 | 4 | Rit | Rit | Rit | Rit | 2 | 6 | 10 |  |  |  | 119   | 8º   |

| 1998 | Classe | Moto  |   |   |   |   |   |   |   |    |     |   |    |   |    |   |  |  |  |  | Punti | Pos. |
| ---- | ------ | ----- | - | - | - | - | - | - | - | -- | --- | - | -- | - | -- | - |  |  |  |  | ----- | ---- |
| 1998 | 500    | Honda | 8 | 2 | 4 | 4 | 3 | 1 | 5 | NQ | Inf | 7 | 10 | 6 | NP | 8 |  |  |  |  | 139   | 4º   |

| 1999 | Classe | Moto   |   |   |    |   |   |   |     |     |   |     |     |   |   |   |     |   |  |  | Punti | Pos. |
| ---- | ------ | ------ | - | - | -- | - | - | - | --- | --- | - | --- | --- | - | - | - | --- | - |  |  | ----- | ---- |
| 1999 | 500    | Yamaha | 2 | 6 | 10 | 5 | 7 | 7 | Rit | Rit | 4 | Rit | Rit | 5 | 4 | 6 | Rit | 4 |  |  | 125   | 7º   |

| 2000 | Classe | Moto   |   |   |   |   |   |   |     |   |    |   |    |    |   |    |   |     |  |  | Punti | Pos. |
| ---- | ------ | ------ | - | - | - | - | - | - | --- | - | -- | - | -- | -- | - | -- | - | --- |  |  | ----- | ---- |
| 2000 | 500    | Yamaha | 2 | 2 | 5 | 2 | 7 | 2 | Rit | 5 | 11 | 9 | 11 | 12 | 7 | 15 | 4 | Rit |  |  | 155   | 6º   |

| 2001 | Classe | Moto   |    |     |    |   |     |   |     |   |   |   |   |   |   |    |    |   |  |  | Punti | Pos. |
| ---- | ------ | ------ | -- | --- | -- | - | --- | - | --- | - | - | - | - | - | - | -- | -- | - |  |  | ----- | ---- |
| 2001 | 500    | Yamaha | 10 | Inf | 14 | 2 | Rit | 8 | Rit | 5 | 2 | 7 | 4 | 4 | 7 | 16 | 10 | 2 |  |  | 137   | 6º   |

| 2002 | Classe | Moto   |   |   |     |     |   |   |   |     |   |   |   |     |   |   |    |     |  |  | Punti | Pos. |
| ---- | ------ | ------ | - | - | --- | --- | - | - | - | --- | - | - | - | --- | - | - | -- | --- |  |  | ----- | ---- |
| 2002 | MotoGP | Yamaha | 3 | 5 | Rit | Rit | 4 | 3 | 3 | Rit | 4 | 5 | 2 | Rit | 5 | 7 | 11 | Rit |  |  | 141   | 5º   |

| 2003 | Classe | Moto   |    |   |     |     |   |   |   |   |   |   |   |   |     |   |   |   |  |  | Punti | Pos. |
| ---- | ------ | ------ | -- | - | --- | --- | - | - | - | - | - | - | - | - | --- | - | - | - |  |  | ----- | ---- |
| 2003 | MotoGP | Yamaha | 10 | 9 | Rit | Rit | 8 | 4 | 4 | 6 | 8 | 4 | 8 | 9 | Rit | 5 | 8 | 5 |  |  | 123   | 7º   |

| 2004 | Classe | Moto   |    |   |   |     |   |   |    |     |   |   |   |   |     |   |    |    |  |  | Punti | Pos. |
| ---- | ------ | ------ | -- | - | - | --- | - | - | -- | --- | - | - | - | - | --- | - | -- | -- |  |  | ----- | ---- |
| 2004 | MotoGP | Yamaha | 10 | 6 | 2 | Rit | 4 | 9 | 10 | Rit | 6 | 6 | 5 | 7 | Rit | 9 | 10 | 14 |  |  | 117   | 7º   |

| 2005 | Classe | Moto   |    |   |     |     |   |    |   |     |   |     |   |   |   |   |   |   |   |  | Punti | Pos. |
| ---- | ------ | ------ | -- | - | --- | --- | - | -- | - | --- | - | --- | - | - | - | - | - | - | - |  | ----- | ---- |
| 2005 | MotoGP | Ducati | 10 | 5 | Rit | Rit | 5 | 11 | 9 | Rit | 5 | Rit | 8 | 4 | 3 | 6 | 3 | 5 | 4 |  | 138   | 9º   |

| 2006 | Classe | Moto   |    |    |    |    |    |    |   |   |    |   |   |    |    |     |    |   |    |  | Punti | Pos. |
| ---- | ------ | ------ | -- | -- | -- | -- | -- | -- | - | - | -- | - | - | -- | -- | --- | -- | - | -- |  | ----- | ---- |
| 2006 | MotoGP | Yamaha | 13 | 12 | 15 | 14 | 11 | 15 | 8 | 9 | 10 | 9 | 7 | 15 | 12 | Rit | 14 | 7 | 10 |  | 75    | 15º  |

| 2007 | Classe | Moto  |     |   |    |    |     |     |    |     |    |    |    |    |   |   |    |    |    |    | Punti | Pos. |
| ---- | ------ | ----- | --- | - | -- | -- | --- | --- | -- | --- | -- | -- | -- | -- | - | - | -- | -- | -- | -- | ----- | ---- |
| 2007 | MotoGP | Honda | Rit | 6 | 12 | 10 | Rit | Rit | 17 | Rit | 11 | 14 | 14 | 10 | 6 | 7 | 18 | 11 | 14 | 12 | 65    | 14º  |

| 2010 | Classe | Moto   |  |  |  |  |  |  |  |  |  |  |  |  |  |  |  |  |     |    | Punti | Pos. |
| ---- | ------ | ------ |  |  |  |  |  |  |  |  |  |  |  |  |  |  |  |  | --- | -- | ----- | ---- |
| 2010 | MotoGP | Ducati |  |  |  |  |  |  |  |  |  |  |  |  |  |  |  |  | Rit | 15 | 1     | 21º  |

| Legenda | 1º posto        | 2º posto            | 3º posto            | A punti      | Senza punti        | Grassetto – Pole position Corsivo – Giro più veloce |
| Legenda | Gara non valida | Non qual./Non part. | Ritirato/Non class. | Squalificato | '-' Dato non disp. | Grassetto – Pole position Corsivo – Giro più veloce |

### Campionato mondiale Superbike
| 2008 | Moto  |   |    |   |   |   |   |   |   |   |     |   |   |   |   |   |   |   |     |   |   |     |   |   |   |   |   |   |   | Punti | Pos. |
| ---- | ----- | - | -- | - | - | - | - | - | - | - | --- | - | - | - | - | - | - | - | --- | - | - | --- | - | - | - | - | - | - | - | ----- | ---- |
| 2008 | Honda | 6 | 11 | 6 | 2 | 5 | 3 | 2 | 3 | 8 | Rit | 1 | 1 | 5 | 5 | 5 | 8 | 8 | Rit | 6 | 8 | Rit | 9 | 5 | 5 | 7 | 4 | 2 | 7 | 313   | 4º   |

| 2009 | Moto  |    |    |   |    |     |   |     |   |   |    |   |   |   |     |    |   |    |     |   |   |   |   |     |    |   |   |   |     | Punti | Pos. |
| ---- | ----- | -- | -- | - | -- | --- | - | --- | - | - | -- | - | - | - | --- | -- | - | -- | --- | - | - | - | - | --- | -- | - | - | - | --- | ----- | ---- |
| 2009 | Honda | 12 | 13 | 5 | 13 | Rit | 6 | Rit | 7 | 9 | 10 | 6 | 6 | 2 | Rit | 11 | 5 | 11 | Rit | 2 | 5 | 3 | 3 | Rit | 10 | 6 | 9 | 7 | Rit | 209   | 7º   |

| 2010 | Moto   |   |   |   |   |     |   |   |   |    |    |   |   |     |     |   |   |   |   |   |    |   |     |   |   |   |   |  |  | Punti | Pos. |
| ---- | ------ | - | - | - | - | --- | - | - | - | -- | -- | - | - | --- | --- | - | - | - | - | - | -- | - | --- | - | - | - | - |  |  | ----- | ---- |
| 2010 | Ducati | 7 | 1 | 4 | 4 | Rit | 2 | 4 | 6 | 14 | 11 | 2 | 5 | Rit | Rit | 2 | 5 | 9 | 6 | 7 | 10 | 2 | Rit | 1 | 1 | 3 | 9 |  |  | 297   | 3º   |

| 2011 | Moto   |   |   |   |   |   |   |   |    |   |   |   |   |     |   |   |   |   |   |   |   |   |   |   |   |   |   |  |  | Punti | Pos. |
| ---- | ------ | - | - | - | - | - | - | - | -- | - | - | - | - | --- | - | - | - | - | - | - | - | - | - | - | - | - | - |  |  | ----- | ---- |
| 2011 | Ducati | 1 | 1 | 3 | 1 | 3 | 1 | 9 | 10 | 1 | 1 | 1 | 1 | Rit | 3 | 3 | 3 | 1 | 1 | 1 | 8 | 3 | 1 | 1 | 1 | 1 | 4 |  |  | 505   | 1º   |

| 2012 | Moto   |     |   |   |   |   |    |    |   |   |     |   |     |   |     |   |   |   |   |   |   |     |   |    |   |   |   |     |   | Punti | Pos. |
| ---- | ------ | --- | - | - | - | - | -- | -- | - | - | --- | - | --- | - | --- | - | - | - | - | - | - | --- | - | -- | - | - | - | --- | - | ----- | ---- |
| 2012 | Ducati | Rit | 1 | 1 | 1 | 3 | 17 | AN | 7 | 6 | Rit | 1 | Rit | 2 | Rit | 3 | 7 | 4 | 3 | 5 | 6 | Rit | 4 | 12 | 6 | 2 | 5 | Rit | 7 | 287,5 | 4º   |

| 2013 | Moto   |     |    |   |   |    |    |    |    |    |    |   |   |    |    |     |    |    |    |    |    |    |    |  |  |  |  |  |  | Punti | Pos. |
| ---- | ------ | --- | -- | - | - | -- | -- | -- | -- | -- | -- | - | - | -- | -- | --- | -- | -- | -- | -- | -- | -- | -- |  |  |  |  |  |  | ----- | ---- |
| 2013 | Ducati | Rit | NP | 7 | 8 | 10 | 10 | NP | NP | 12 | NP | 9 | 6 | 11 | 12 | Rit | AN | 13 | 10 | 10 | 10 | NP | NP |  |  |  |  |  |  | 80    | 15º  |

| Legenda | 1º posto        | 2º posto            | 3º posto           | A punti      | Senza punti        | Grassetto – Pole position Corsivo – Giro più veloce |
| Legenda | Gara non valida | Non qual./Non part. | Ritirato/Non class | Squalificato | '-' Dato non disp. | Grassetto – Pole position Corsivo – Giro più veloce |